# Classic Bruges-La Panne féminine
Cet article concerne la compétition féminine. Pour la compétition masculine, voir Classic Bruges-La Panne.
Classic Bruges-La Panne féminine (officiellement Oxyclean Classic Brugge-De Panne) est une course cycliste belge créée en 2018 et qui intègre directement l'UCI World Tour féminin.
Une course masculine, la Classic Bruges-La Panne, est également inscrite au calendrier UCI World Tour.

## Palmarès
| Année | Vainqueur       | Deuxième        | Troisième         |
| ----- | --------------- | --------------- | ----------------- |
| 2018  | Jolien D'Hoore  | Chloe Hosking   | Christine Majerus |
| 2019  | Kirsten Wild    | Lorena Wiebes   | Lotte Kopecky     |
| 2020  | Lorena Wiebes   | Lisa Brennauer  | Lotte Kopecky     |
| 2021  | Grace Brown     | Emma Norsgaard  | Jolien D'Hoore    |
| 2022  | Elisa Balsamo   | Lorena Wiebes   | Marta Bastianelli |
| 2023  | Pfeiffer Georgi | Elisa Balsamo   | Lorena Wiebes     |
| 2024  | Elisa Balsamo   | Charlotte Kool  | Daria Pikulik     |
| 2025  | Lorena Wiebes   | Chiara Consonni | Elisa Balsamo     |